# Pierluigi Tami
Pour les articles homonymes, voir Tami.
Pierluigi Tami, né le 12 septembre 1961 à Clusone, est un entraîneur et joueur de football suisse.

## Biographie
Né le  12 septembre 1961 à Clusone, près de Bergame, Pierluigi Tami grandit dans le canton du Tessin.
Entre 1981 et 1993, il passe sa carrière au poste de défenseur en Suisse italienne, au FC Chiasso, au FC Locarno, à l'AC Bellinzone et au FC Lugano. 
Entraîneur entre 1999 et 2003 à Locarno puis à Lugano, il reçoit sa licence UEFA en juin 2003. Tami entraîne l'Équipe de Suisse des moins de 17 ans. En 2006, il rejoint l'équipe de Suisse comme adjoint de Köbi Kuhn pour la Coupe du monde 2006. Il sera reconduit dans ses fonctions lors de l'arrivée de Hitzfeld deux plus tard. Puis l'ASF le nomme sélectionneur de l'Équipe suisse espoirs en 2009. Son équipe sera finaliste du Championnat d'Europe de football espoirs 2011 (battu 2-0 par l'Espagne). En 2012, Tami entraîne l'Équipe de Suisse olympique, qui est éliminée au premier tour.
Après six ans passés à la tête des espoirs suisses, Tami est libéré de son contrat pour prendre les rênes du Grasshopper Club Zurich, où il remplace Michael Skibbe. Il est limogé après deux saisons pour manque de résultats, remplacé par Carlos Bernegger.